# Бишигино
Бишигино — село в Нерчинском районе Забайкальского края России. Административный центр сельского поселения «Бишигинское».

## География
Село находится в юго-западной части района, на левом берегу реки Шилки, на расстоянии примерно 13 километров (по прямой) к юго-западу от города Нерчинска. Абсолютная высота — 471 метр над уровнем моря.
Климат
Климат характеризуется как резко континентальный, с продолжительной холодной зимой. Средняя температура самого тёплого месяца (июля) составляет 18 — 20 °С (абсолютный максимум — 38 °С). Средняя температура самого холодного месяца (января) — −28 — −30 °С (абсолютный минимум — −54 °С). Годовое количество осадков — 300—350 мм. Продолжительность безморозного периода составляет 100—110 дней.
Часовой пояс
Село Бишигино находится в часовой зоне МСК+6. Смещение применяемого времени относительно UTC составляет +9:00.

## История
Основано в период между 1760 и 1762 годами на месте стойбища тунгусов. В 1775 году население было приписано к Нерчинскому сереброплавильному заводу. С 1851 года жители переведены в казачье сословие и записаны в пеший батальон Забайкальского казачьего войска. В 1890 года возведена церковь Казанской иконы Божьей Матери, а при ней открыта церковно-приходская школа. В 1896 году через Бишигино была проложена железная дорога.
В 1915 году посёлок Бишигинский Кулаковской станицы переименован в Майиевский 1-й, в честь бывшего наказного атамана Забайкальского казачьего войска Мациевского.

## Население
| 2002 | 2010 | 2021 |
| ---- | ---- | ---- |
| 443  | ↘391 | ↘341 |

Половой состав
По данным Всероссийской переписи населения 2010 года в гендерной структуре населения мужчины составляли 50,1 %, женщины — соответственно 49,9 %.
Национальный состав
Согласно результатам переписи 2002 года, в национальной структуре населения русские составляли 100 % из 443 чел.

## Инфраструктура
В селе функционируют средняя общеобразовательная школа и детский сад.

## Улицы
Уличная сеть села состоит из трёх улиц.